# Місті Мей
Місті Мей  (англ. Misty May, 30 липня 1977) — американська пляжна волейболістка, олімпійська чемпіонка.

## Виступи на Олімпіадах
| Олімпіада   | Дисципліна       | Місце |
| ----------- | ---------------- | ----- |
| Сідней 2000 | пляжний волейбол | =5    |
| Афіни 2004  | пляжний волейбол | 1     |
| Пекін 2008  | пляжний волейбол | 1     |
| Лондон 2012 | пляжний волейбол | 1     |